# Сан Пјетро ин Черо
Сан Пјетро ин Черо (итал. San Pietro in Cerro) је насеље у Италији у округу Пјаченца, региону Емилија-Ромања.
Према процени из 2011. у насељу је живело 254 становника. Насеље се налази на надморској висини од 52 м.

## Становништво
Према резултатима пописа становништва 2011. у општини је живело 926 становника.
| 1931. | 1936. | 1951. | 1961. | 1971. | 1981. | 1991. | 2001. | 2011. |
| ----- | ----- | ----- | ----- | ----- | ----- | ----- | ----- | ----- |
| 2.447 | 2.455 | 2.320 | 2.092 | 1.475 | 1.186 | 1.001 | 957   | 926   |